# Fall River (Massachusetts)
Fall River è una città degli Stati Uniti d'America facente parte della contea di Bristol nello stato del Massachusetts. La popolazione nel 2020 era di 94.000 abitanti, la decima città più grande dello Stato.
È posta alla foce del fiume Taunton, in un'insenatura interna della baia di Narragansett.
È sede vescovile cattolica.